# UEFA-ina kategorizacija stadiona
UEFA-ina kategorizacija stadiona su kategorije nogometnih stadiona koji ispunjavaju UEFA-ine Pravilnike o infrastrukturi. Postoji 1., 2., 3. i 4. kategorija. 4. je kategorija najviša i nekada se zvala elitnom kategorijom. 